# باغ ملي حور (مقاطعة فارياب)
باغ ملي حور (بالفارسية: باغ ملی حور) هي قرية تقع في البلدة المركزية في إيران. يقدر عدد سكانها بـ 252 نسمة بحسب إحصاء 2016.